# IC 1678
IC 1678 је галаксија у сазвјежђу Рибе која се налази на листи објеката дубоког неба у Индекс каталогу.
Деклинација објекта је + 5° 33' 37" а ректасцензија 1h 21m 2,6s. Привидна величина (магнитуда) објекта IC 1678 износи 14,4 а фотографска магнитуда 15,4. IC 1678 је још познат и под ознакама CGCG 411-28, PGC 4875.